# 徐金梧
徐金梧（1949年4月1日—），中国机械学家、金属材料专家，亚琛工业大学机械学博士，曾为北京科技大学校长。浙江省宁波市人。

## 简历
1949年4月1日，生于浙江省宁波市。1968年5月-1973年9月，就职于黑龙江省生产建设兵团，任职工。1973年9月-1976年12月，在北京钢铁学院（今北京科技大学）机械系学习，获得学士学位。1976年12月-1978年10月，就职于浙江省宁波市动力机厂，担任工厂技术员。1978年10月-1981年3月，就读于北京钢铁学院（今北京科技大学）机械系研究生院，获得工学硕士学位。1981年3月-1983年10月，在北京钢铁学院（今北京科技大学）机械系任教，先后担任助教和讲师。
1983年10月-1984年4月，在联邦德国慕尼黑德语培训中心学习德语。1984年4月-1988年12月，在联邦德国亚琛工业大学机械系学习，并获得工学博士学位。
回国后，于1989年1月-1993年3月在北京科技大学任教，先后担任北京科技大学机械系讲师、副教授、教授和博士生导师。1993年3月-2004年7月，担任北京科技大学的副校长。2004年7月-2013年1月，出任北京科技大学校长。
徐金梧并是中国金属学会的常务理事，中国冶金设备学会的理事长。徐金梧并兼任有中国高校科研管理协会副理事长等职务。